# 飞出个未来循环角色列表
飞出个未来循环角色列表是舉列出《飞出个未来》裡重複率較高的配角列表。其他列表請見飞出个未来角色列表及飞出个未来特邀明星列表。

## 主要循环角色
- 基夫·克羅克（Kif Kroker）

配音：莫里斯·拉马什（美國）
中尉基夫·克羅克是被扎普布兰尼根船长长期遭受磨难的跟班，行星民主秩序（DOOP）飞船雨云号（Nimbus）的第四中尉。対布兰尼根的傲慢及无能感到无奈，第一季为心怀不满、冷漠与嘲讽的马屁精，但他的性格在以后季数有很大不同。扎普认为基夫是他最好的朋友和忠实知己，而基夫认为布兰尼根作为一个不称职的混蛋，在《爱的徒劳的空间》骂他笨蛋。尽管如此，基夫看似対布兰尼根有一定的忠诚，被军法审判一起后甚至继续与他交往。他現在与王艾米發生关系。
- 莫寶（Morbo）

配音：莫里斯·拉马什（美國）
歼灭者莫寶是讨喜厌恶人类，为《√2新闻》，《今晚娱乐与入侵地球》，《早安地球》，和√2电视台上的其他节目新闻主播。莫寶是对即将到来的外星人入侵的球探，但不会刻意提到，常常在现场新闻上表现极蔑视和仇恨人类，并经常在他物种极暴力入侵计划评论。似乎用他的工作收集有关入侵人类的信息仍然未到。他跟总统理查德·尼克松是好朋友。他共同主播琳达·范·斯库恩似乎傻笑或完全不屑一顾莫寶的仇恨，通常微笑回应帶過莫寶爆发。他与同物种的福恩·莫寶夫人结婚。
- 琳达·范·斯库恩（Linda van Schoonhoven）

配音：特雷斯·麥克尼爾（美國）
与莫寶√2新闻的共同主播。她一无所知或漠不关心莫寶仇恨人类，他经常叫人类去死时就心不在焉地傻笑。在《进入野绿那边》琳达加入莉拉的女性團，因为莫寶正在接受治疗比她更高薪水和更多錄影時還要好。在《飛出個班德》顯示是严重酗酒者，也许可解释她开朗及看似不经意的神态。顯示贡献事业而酗酒是她对她孩子的关系。
- 邋遢（Scruffy）

配音：大卫·赫尔曼（美國）
常出现的星际快递看门人。他一般做自己的工作，生活中其他事卻毫無興趣，如《寄生虫迷失》中，在星际快递总部他忽略破碎的锅炉而是看成人雜誌，并爆炸锅炉后继续看，邋遢的生活方式像要死一樣。在《未来的股票》中，表示他最喜欢這家公司，并与其他员工一樣拥有4倍的股票。最初几次，他同事看他问他是谁，他立即回复“我是看门人邋遢”。他多次看如《国家艳照》和《Zero G Juggs》（戲仿《国家地理》和《Juggs》）的成人雜誌。第六季《奔达的囚徒》顯示他是爱机器人水桶。他被圣诞机器人老人在非正史的《飞出个未来特別假日》杀害。在《法律与神諭》邋遢当僵尸的生活，暗喻“生命和死亡皆无缝衔接”。

### 星际快递船员的亲属
- 库伯特·法兹沃斯（Cubert Farnsworth）
- 德怀特·康拉德（Dwight Conrad）
- 拉芭芭拉·康拉德（LaBarbara Conrad）
- 陶朗加·莫里斯和穆达（Turanga Morris and Munda）
- 王利奥和王伊内兹（Leo and Inez Wong）

### 死对头
- 沃尔特、拉里和伊格納（Walt, Larry and Igner）

#### 英仙座ο人
- 德爾（Drrr）
- 勒爾（Lrrr）
- 恩德恩德（Ndnd）

#### 機器人黑手黨
- 唐羅伯（The Donbot）
- 喬伊·茂斯帕德（Joey Mousepad）
- 夾鉗（Clamps）

#### 其他死对头
- 奧格登·溫斯特羅姆教授（Dr. Ogden Wernstrom）
- 理查德·尼克松（Richard Nixon）
- 羅伯托（Roberto）
- 機器人魔鬼（Robot Devil）
- 機器聖誕老人（Robot Santa）
- 巴巴多斯·斯利姆（Barbados Slim）

### 其他循环角色
- 安东尼奥·卡库龙（Antonio Calculon）
- 与身体分离的名人头
- 史威特·克莱德·迪克森（'Sweet' Clyde Dixon）
- 艾爾薩爾（Elzar）
- 海蒂·麦克杜加爾（Hattie McDoogal）
- 享乐机器人（Hedonismbot）
- 超级鸡（Hyperchicken）
- Hypnotoad
- C.·兰德尔·浦潘迈耶·市长（Mayor C. Randall Poopenmeyer）
- 斯密提警察（Officer Smitty）
- URL警察（Officer URL）
- 帕尤妮亚（Petunia）
- 萨尔（Sal）
- 伊森“泡泡糖”泰特（Ethan "Bubblegum" Tate）
- 泰尼·提姆（Tinny Tim）

## 次要人物
- 阿尔·戈尔（Al Gore）
- 四四方方（Boxy）
- 大脑蛞蝓（Brain Slugs）
- 大脑重生（Brainspawn）
- 曲奇威乐最低保障孤儿主义的居民（Cookieville Minimum Security Orphanarium residents）
- The Crushinator
- 強斯坦·埃尔·贾迈勒神父（Father Changstein-El-Gamal）
- Flexo
- 助产士
- 冈特（Guenter）
- 吉普赛机器人（Gypsy-Bot）
- 阿格纽的无头身体（Headless Body of Agnew）
- 可怕的胶状斑点（Horrible Gelatinous Blob）
- 罗恩·惠特尼法官（Judge Ron Whitey）
- 宽扎节僵尸和光明节僵尸（Kwanzaabot and Chanukah Zombie）
- 故障埃迪（Malfunctioning Eddie）
- 尼卜勒人（Nibblonians）
- 第九號人（Number Nine Man）
- 帕努奇先生（Mr. Panucci）
- 帕祖祖（Pazuzu）
- 兰迪（Randy）
- 莱昂内尔传教机器人牧师（Reverend Lionel Preacherbot）
- 下水道突变人（Sewer mutants）
- 史蒂芬·霍金（Stephen Hawking）